# Vince Radcliffe
Vince Radcliffe (Mánchester, 9 de junio de 1945 - Perth, 10 de marzo de 2014) fue un futbolista británico que jugaba en la demarcación de defensa.

## Biografía
Debutó en 1963 a los 18 años de edad como futbolista con el Portsmouth FC. Fue el club en el que más tiempo permaneció durante su carrera, un total de cuatro temporadas. En 1967, tras rescindir su contrato, fichó por el Peterborough United FC por un año. En 1968 se fue traspasado al Rochdale AFC, y finalmente, un año después, hizo lo propio con el King's Lynn FC. Tras tres años inactivo, el Western Suburbs SC de Australia se hizo con sus servicios por un año, retirándose finalmente como futbolista en 1974.
Falleció el 10 de marzo de 2014 en Perth a los 68 años de edad tras una larga enfermedad.

## Clubes
| Club                   | País       | Año         |
| ---------------------- | ---------- | ----------- |
| Portsmouth FC          | Inglaterra | 1963 - 1967 |
| Peterborough United FC | Inglaterra | 1967 - 1968 |
| Rochdale AFC           | Inglaterra | 1968 - 1969 |
| King's Lynn FC         | Inglaterra | 1969 - 1970 |
| Western Suburbs SC     | Australia  | 1974        |